# 类蟹甲属
类蟹甲属（学名：Cacaliopsis）为菊科的一个属。

## 下属物种
本属包括以下物种：
- 类蟹甲 Cacaliopsis nardosmia (A.Gray) A.Gray